# Kinghamia macrocephala
Espèce
Synonymes
- Gutenbergia macrocephala Oliv. & Hiern[1]

Kinghamia macrocephala est une espèce de plantes à fleurs de la famille des Asteraceae et du genre Kinghamia, présente en Afrique tropicale.

## Description
C'est une grande herbe vivace pouvant atteindre 1,2 m de hauteur.

## Distribution
L'espèce est présente en Afrique de l'Ouest, de la Côte d'Ivoire au Nigeria.

## Habitat
On la rencontre dans les savanes, les galeries forestières, les affleurements rocheux.